# Hôtel de Roux
L'hôtel de Roux est un bâtiment situé à Villeneuve-lès-Avignon, dans le département du Gard. 

## Histoire
Après le départ de la cour pontificale d'Avignon pour Rome, la livrée de la Thurroye a été divisée en une douzaine de propriétaires d'origines diverses : paysans, artisans, officiers de justice, négociants. 
La famille de Roux dont les membres occupent la charge de viguier de Villeneuve, y est propriétaire dès le XVe siècle d'une habitation dans la partie nord, appelée par la suite hôtel de Roux. Ludovici Rufi est mentionné en 1489. En 1535, André Roux et ses frères, reconnaissent tenir deux piliers devant la maison formant un portique tenant lieu, à l'étage, de balcon,. 
L’ensemble de l’hôtel se composait de deux corps opposés, l’un en rive de rue, l’autre en fond de parcelle, un jardin ayant occupé l’espace entre les deux, bordé de communs. Bâtis dans le courant du XVe siècle, les deux corps principaux étaient venus occulter plusieurs baies du palais cardinalice. L’hôtel a fait l’objet d’une grande refonte au XVIIe siècle, puis a été démembré au cours du XIXe siècle. Une fenêtre en façade d’entrée et une porte latérale au joli décor maniériste à bossages sont aujourd’hui les seuls vestiges d’une ordonnance autrefois plus importante. 
L'hôtel a été inscrit au titre des monuments historiques le 27 mars 2002.